# Barnfields
Barnfields – wieś w Anglii, w hrabstwie Staffordshire. Leży 32 km na północ od miasta Stafford i 219 km na północny zachód od Londynu.